# Šlomo Argov
Šlomo Argov (hebrejsky: שלמה ארגוב, žil 14. prosince 1929 – 23. února 2003) byl prominentní izraelský diplomat. V době, kdy vykonával funkci izraelského velvyslance ve Spojeném království, na něj byl spáchán atentát. Tento čin se stal záminkou pro první libanonskou válku.

## Biografie
Narodil se v Jeruzalémě. Jako mladík vstoupil do Palmach a později i do Izraelských obranných sil. Během izraelské války o nezávislost byl zraněn, v armádě ale zůstal. V roce 1950 začal v studovat na Georgetown University ve Washingtonu. Promoval v roce 1952 a dále vystudoval mezinárodní vztahy na londýnské Vysoké škole ekonomické v roce 1955.

### Diplomatická kariéra
Diplomatickou kariéru zahájil v roce 1959. Sloužil v Ghaně, ve funkci generálního konzula v Nigérii, Washingtonu a New Yorku.
Jeho první velvyslanecké umístění přišlo v roce 1971. Argov se stal izraelským velvyslancem v Mexiku. Zde zůstal do roku 1974. Po období stráveném na ministerstvu zahraničí ve funkci náměstka generálního ředitele pro informace byl v roce 1977 jmenován velvyslancem v Nizozemsku. V tomto přidělení setrval dva roky. Poté byl v roce 1979 jmenován velvyslancem ve Velké Británii, což je jedna z nejvýznamnějších pozic v izraelské diplomatické službě.

### Atentát
Dne 3. června 1982 Argovova, odjíždějícího z banketu v hotelu Dorchester, postřelili tři útočníci. Stalo se to v Park Lane v Londýně a atentátníci patřili k Organizaci Abú Nidala. Argov útok přežil, ale strávil tři měsíce v kómatu a až do své smrti zůstal paralyzovaný. Následným vyšetřováním bylo zjištěno, že atentátníci připravovali další atentát, tentokrát proti vyslanci OOP v Londýně. Abú Nidal, který byl v opozici proti Jásiru Arafatovi se snažil vyprovokovat útok Izraelských obranných sil proti OOP sídlící v Libanonu. To se povedlo a v následujících dnech Izrael zahájil operaci Mír pro Galileu, známou též jako první libanonská válka.
Samotný Argov, upoutaný na lůžko invazi do Libanonu kritizoval jako „beznadějné dobrodružství“.
Po svém zranění byl Argov hospitalizován v Jeruzalémě až do své smrti 23. února 2003.